# 悟神
悟神（さとしん）は日本のヒップホップユニットである。1997年結成。

## メンバー
SIN2O（シンノ　1980年8月18日‐）
MC・トラックメイカー　埼玉県朝霞市出身
KIMA（キマ　1981年3月24日‐）
MC・トラックメイカー　東京都練馬区出身

## 略歴
- 1996年、私立川越東高等学校に入学。
- 1997年春、周りにHIP HOPを聴く友達がいなかったKIMAが、学校の食堂で日本語ラップ（EAST ENDの「TAXI」）を口ずさんでいるSIN2Oを発見、すぐに話しかけ意気投合。5月5日グループ結成。
- 結成から卒業までの間に、自主制作のシングル・アルバム（ともにカセットテープ）を発売。
- 高校卒業後、都内のクラブやライブハウスで確実にスキルを上げ、2005年REVDEZVOUS　ENTERTAINMENTレーベルのオムニバス・シリーズ『Signal III』に参加。[1]

## エピソード
- RADICAL FREAKSの元メンバーであるVOICEは、2人が通っていた私立川越東高等学校の3つ先輩にあたる。

## ディスコグラフィー

### シングル
- 終曲（97）

### アルバム
- 究極の九曲（98）
- LOVELETTER E.P.（02）
- さとしんのHappysong E.P.（05）
- SMILE SHOP（06）
- R-izm E.P.（06）
- ワンコインE.P.「悟神草」（07）
- F**k The Police（16）